# Argancy
Argancy est une commune française située dans le département de la Moselle, en région Grand Est.
Le territoire de la commune couvre trois villages : Argancy, Rugy, et Olgy.

## Géographie
Argancy est un village de la vallée de la Moselle. La commune est traversée par quatre ruisseaux dont celui d'Argancy et de la Bévotte et possède nombreux étangs. Rugy se situe au nord d’Argancy, de l'autre côté de l'autoroute A4 et Olgy au sud.

### Communes limitrophes
|             | Ennery          | Chailly-lès-Ennery |
| Hauconcourt | Argancy         | Antilly            |
| Woippy      | La Maxe, Malroy | Charly-Oradour     |

### Voies de communication et transports
- Autoroute A4 → Porte d’Argancy (no 37) Direction Paris ou Strasbourg.

### Hydrographie
La commune est située dans le bassin versant du Rhin au sein du bassin Rhin-Meuse. Elle est drainée par la Moselle, la Moselle canalisée, le ruisseau la Bevotte, le ruisseau d'Argancy, le ruisseau de Feves, le ruisseau le Feigne et le ruisseau de Malroy.
La Moselle, d’une longueur totale de 560 kilomètres, dont 315 kilomètres en France, prend sa source dans le massif des Vosges au col de Bussang et se jette dans le Rhin à Coblence en Allemagne.
La Moselle canalisée, d'une longueur totale de 135,2 km, prend sa source dans la commune de Pont-Saint-Vincent et se jette dans la Moselle à Kœnigsmacker, après avoir traversé 61 communes.
Le ruisseau la Bevotte, d'une longueur totale de 12,1 km, prend sa source dans la commune de Vry et se jette dans la Moselle sur la commune, après avoir traversé six communes.

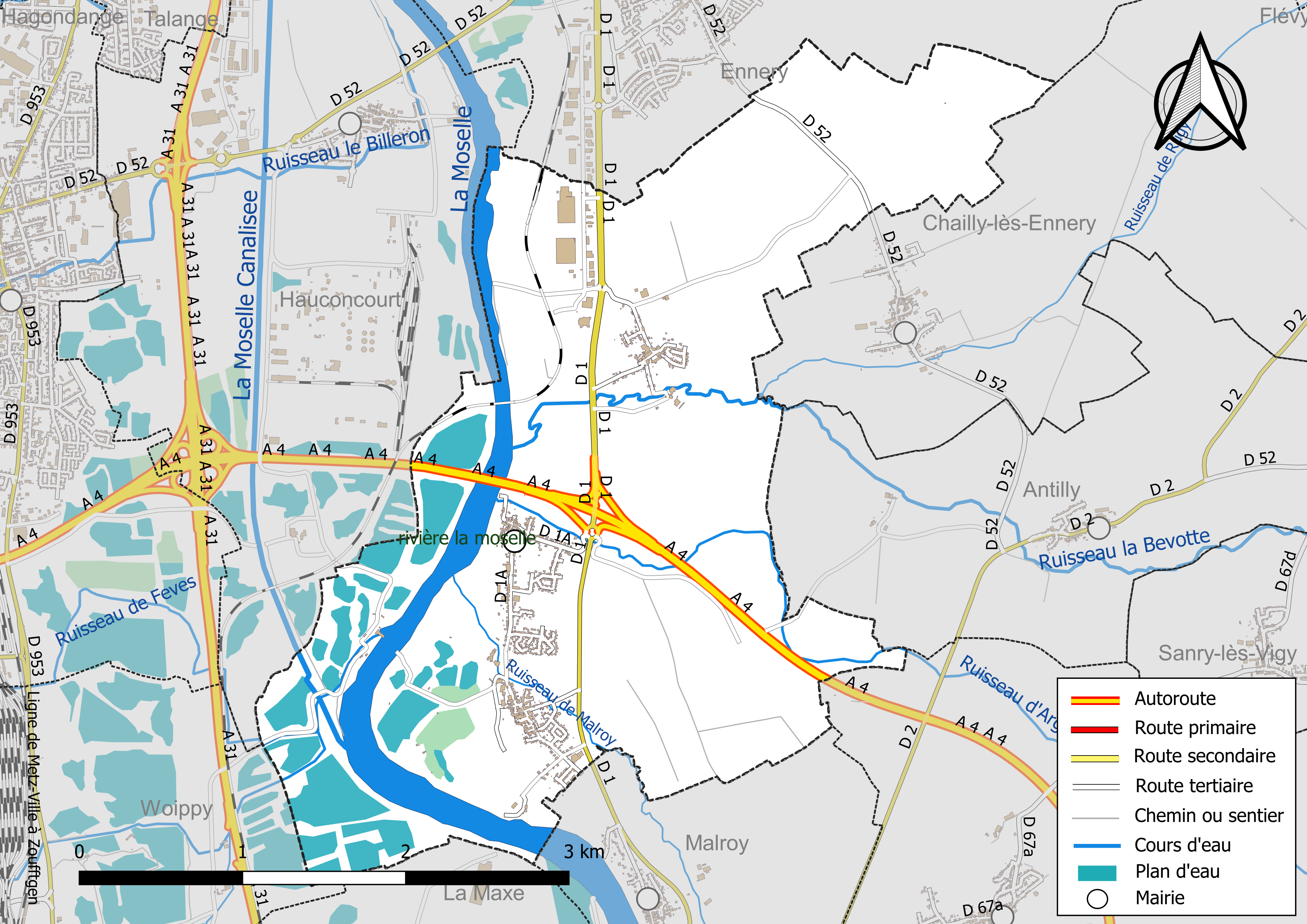
Réseaux hydrographique et routier d'Argancy.

La qualité des eaux des principaux cours d’eau de la commune, notamment de la Moselle, de la Moselle canalisée et du ruisseau la Bevotte, peut être consultée sur un site dédié géré par les agences de l’eau et l’Agence française pour la biodiversité.

### Climat
Pour des articles plus généraux, voir Climat du Grand Est et Climat de la Moselle.
En 2010, le climat de la commune est de type climat des marges montargnardes, selon une étude du Centre national de la recherche scientifique s'appuyant sur une série de données couvrant la période 1971-2000. En 2020, Météo-France publie une typologie des climats de la France métropolitaine dans laquelle la commune est exposée à un climat semi-continental et est dans la région climatique Lorraine, plateau de Langres, Morvan, caractérisée par un hiver rude (1,5 °C), des vents modérés et des brouillards fréquents en automne et hiver.
Pour la période 1971-2000, la température annuelle moyenne est de 9,8 °C, avec une amplitude thermique annuelle de 16,6 °C. Le cumul annuel moyen de précipitations est de 762 mm, avec 11,9 jours de précipitations en janvier et 9 jours en juillet. Pour la période 1991-2020, la température moyenne annuelle observée sur la station météorologique de Météo-France la plus proche, « Malancourt », sur la commune d'Amnéville à 9 km à vol d'oiseau, est de 10,2 °C et le cumul annuel moyen de précipitations est de 884,1 mm. 
La température maximale relevée sur cette station est de 39,3 °C, atteinte le 25 juillet 2019 ; la température minimale est de −17,9 °C, atteinte le 5 janvier 1985,,.
Les paramètres climatiques de la commune ont été estimés pour le milieu du siècle (2041-2070) selon différents scénarios d'émission de gaz à effet de serre à partir des nouvelles projections climatiques de référence DRIAS-2020. Ils sont consultables sur un site dédié publié par Météo-France en novembre 2022.

## Urbanisme

### Typologie
Au 1er janvier 2024, Argancy est catégorisée bourg rural, selon la nouvelle grille communale de densité à sept niveaux définie par l'Insee en 2022.
Elle est située hors unité urbaine. Par ailleurs la commune fait partie de l'aire d'attraction de Metz, dont elle est une commune de la couronne,. Cette aire, qui regroupe 245 communes, est catégorisée dans les aires de 200 000 à moins de 700 000 habitants,.

### Occupation des sols
L'occupation des sols de la commune, telle qu'elle ressort de la base de données européenne d’occupation biophysique des sols Corine Land Cover (CLC), est marquée par l'importance des territoires agricoles (66,6 % en 2018), en diminution par rapport à 1990 (69,2 %). La répartition détaillée en 2018 est la suivante :
terres arables (57,8 %), eaux continentales (23,6 %), zones urbanisées (6,4 %), zones agricoles hétérogènes (3,3 %), prairies (3,2 %), zones industrielles ou commerciales et réseaux de communication (2,3 %), cultures permanentes (2,3 %), forêts (1,1 %). L'évolution de l’occupation des sols de la commune et de ses infrastructures peut être observée sur les différentes représentations cartographiques du territoire : la carte de Cassini (XVIIIe siècle), la carte d'état-major (1820-1866) et les cartes ou photos aériennes de l'IGN pour la période actuelle (1950 à aujourd'hui).

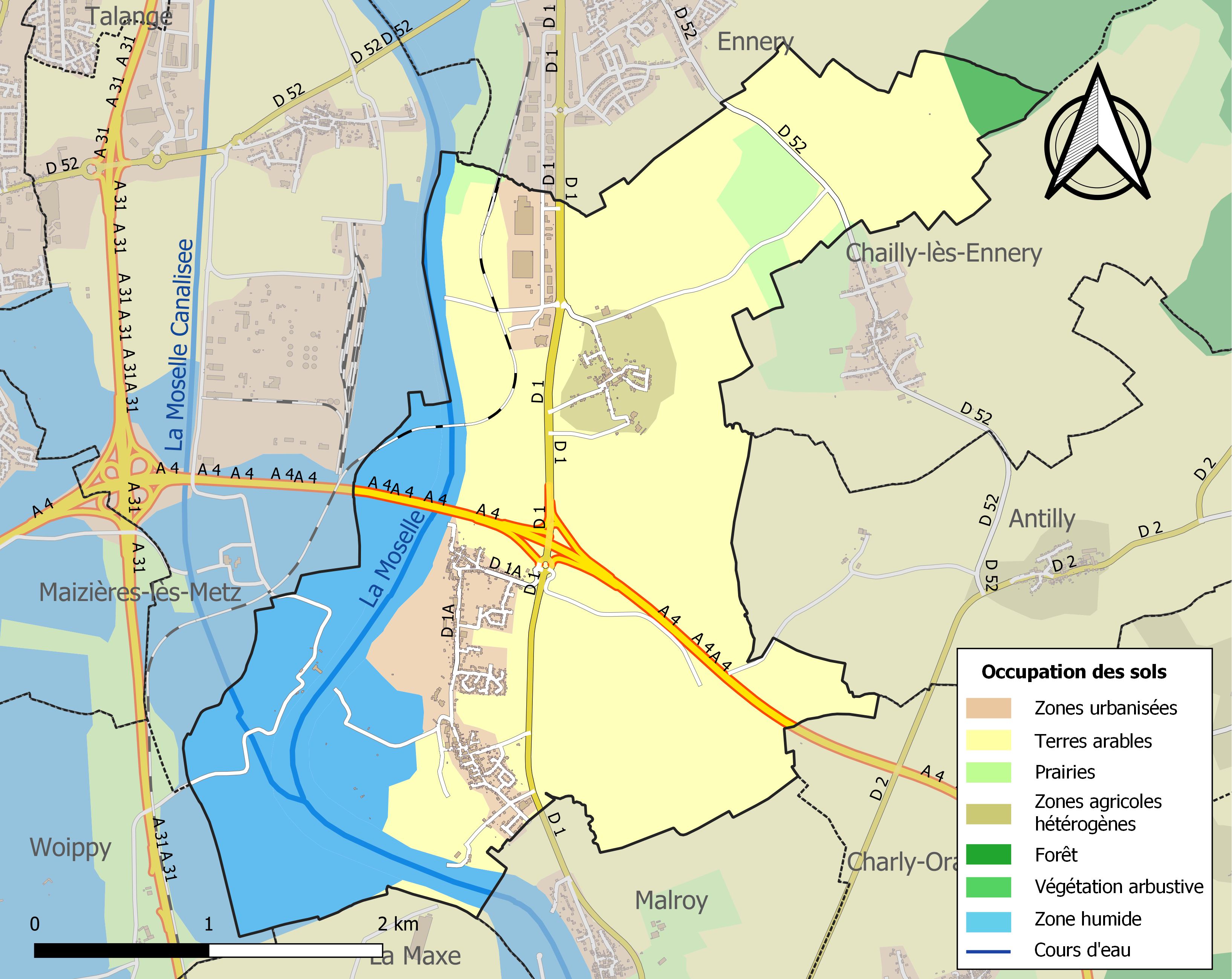
Carte des infrastructures et de l'occupation des sols de la commune en 2018 (CLC).

## Toponymie
- Argancy : 848 : Argesinga[16], 857 : Argesingas[17], 1210 : Archanciacum, 1224 : Arkancey, 1373 : Ercancey, 1636 : Argansi, 1756 : Algancy, 1793 : Argancy, 1871-1915 : Argancy[18], 1915-1918 : Argannen, 1940–1944 : Argesingen.
  - Ercanci en lorrain roman.
  - Surnom sur les habitants : Lés guèyins (Les fromages)[19].
- Olgy : Alxey (1324), Olxey (XVe siècle), Allixey (1404), Ollexey (1499), Alzi (1544), Oligy (1553), Ollexi (1610), Algy (1616), Alexi et Olxy (1636), Algy ou Olgy (1756). Olch'i en lorrain roman.
- Rugy : 1404 : Ruxey, 1429 : Rougy ou Rougey, 1635 : Ruji, 1638 : Ruxi, 1756 : Ruchi, 1915-1918 : Rusingen. Ruxech en francique lorrain, Reu'hy en lorrain roman.

## Histoire
- En 1210, le village était le siège d'un fief mouvant du roi de France et appartenant au chapitre de la cathédrale de Metz. Le chapitre y exerçait les justices haute, moyenne et basse. Paroisse de l'archiprêtre de Noisseville, il avait pour annexe, Antilly, Buy, Olgy et le moulin bac d'Olgy. On trouve d'autre part acte de la seigneurie de Rugy, bien avant le XVe siècle, fief des barons d'Elz.
- En 1790, Argancy fut érigé en un des douze chefs-lieux du canton du district de Metz. Lors de l'organisation de l'an III, il passa dans le canton d'Antilly, puis en 1802 dans celui de Vigy.
- En 1790 le village d'Olgy est rattaché à la commune de Argancy.
- En 1807, création de la Congrégation religieuse, le nom de Sainte-Chrétienne avec la double mission d'éduquer et de soigner au Chateau d'Argancy par Anne de Méjanès[20].
- En 1810, le village de Rugy est rattaché à la commune de Argancy.
- En 1817, Argancy et Olgy à cette époque il y avait 617 habitants répartis dans 113 maisons.
- En 1817, Rugy, village de l'ancienne province des Trois Évêchés sur la rive droite de la Moselle. À cette époque il y avait 168 habitants répartis dans 31 maisons.
- En 1844, construction du lavoir-fontaine d'Olgy suivi de la mairie-école d'Argancy puis en 1879, restauration du clocher de l'église d'Argancy.
- Vers 1850, débarcadère à bateau à vapeur au moulin bac d'Olgy[21] (de Metz à Trèves)
- Plus près, après avoir subi deux annexions comme beaucoup, la commune est à nouveau rentrée dans le patrimoine national et, faisant toujours partie du canton de Vigy, elle se classe dans les premiers rangs de celui-ci, tant par son étendue de 1 145 hectares.
- En 1930-32, construction du barrage d'Argancy et du pont d'Olgy[22](détruit au début de la guerre en juin 1940).
- Le 17 août 1933, mise en marche de l'usine hydro-électrique d'Argancy sur la Moselle[23].

## Politique et administration
En 2010, la commune d'Argancy a été récompensée par le label « Ville Internet @ ».
| Période                                  | Période  | Identité               | Étiquette | Qualité |
| ---------------------------------------- | -------- | ---------------------- | --------- | ------- |
| Les données manquantes sont à compléter. |          |                        |           |         |
|                                          |          | Jean Demange           |           |         |
| 1959                                     | 1977     | Gérard ROZAIRE         |           |         |
| 1977                                     | 1989     | Gabriel RICHON         |           |         |
| 1989                                     | 1995     | Gérald Eggricks        |           |         |
| 1995                                     | 2008     | Roland Martin          |           |         |
| 2008                                     | 2014     | Patrick Rozaire        |           |         |
| mars 2014                                | 2019     | Jean Paul Vetzel       |           |         |
| juillet 2019                             | En cours | Jocelyne Emmendoerffer |           |         |

## Démographie
L'évolution du nombre d'habitants est connue à travers les recensements de la population effectués dans la commune depuis 1793. Pour les communes de moins de 10 000 habitants, une enquête de recensement portant sur toute la population est réalisée tous les cinq ans, les populations de référence des années intermédiaires étant quant à elles estimées par interpolation ou extrapolation. Pour la commune, le premier recensement exhaustif entrant dans le cadre du nouveau dispositif a été réalisé en 2005.

En 2022, la commune comptait 1 334 habitants, en évolution de −1,26 % par rapport à 2016 (Moselle : +0,52 %, France hors Mayotte : +2,11 %).
| 1793 | 1800 | 1806 | 1821 | 1836 | 1841 | 1861 | 1866 | 1871 |
| ---- | ---- | ---- | ---- | ---- | ---- | ---- | ---- | ---- |
| 595  | 588  | 602  | 750  | 745  | 752  | 706  | 724  | 731  |

| 1875 | 1880 | 1885 | 1890 | 1895 | 1900 | 1905 | 1910 | 1921 |
| ---- | ---- | ---- | ---- | ---- | ---- | ---- | ---- | ---- |
| 629  | 653  | 627  | 673  | 624  | 608  | 587  | 594  | 534  |

| 1926 | 1931 | 1936 | 1946 | 1954 | 1962 | 1968 | 1975 | 1982  |
| ---- | ---- | ---- | ---- | ---- | ---- | ---- | ---- | ----- |
| 523  | 537  | 566  | 579  | 580  | 635  | 731  | 758  | 1 007 |

| 1990  | 1999  | 2005  | 2006  | 2010  | 2015  | 2020  | 2022  | - |
| ----- | ----- | ----- | ----- | ----- | ----- | ----- | ----- | - |
| 1 058 | 1 103 | 1 305 | 1 317 | 1 310 | 1 354 | 1 337 | 1 334 | - |

## Vie locale

### Enseignement
Les élèves de la commune dépendent de l'académie de Nancy-Metz qui fait partie de la zone B. Argancy possède une école maternelle et une école élémentaire.
Le collège public du secteur est le collège Paul-Verlaine, qui se trouve à Maizières-lès-Metz.

### Sport
La commune d'Argancy compte de nombreux clubs sportifs (football, tennis, pétanque, pêche, baseball, voile, etc.).

## Culture locale et patrimoine

### Lieux et monuments

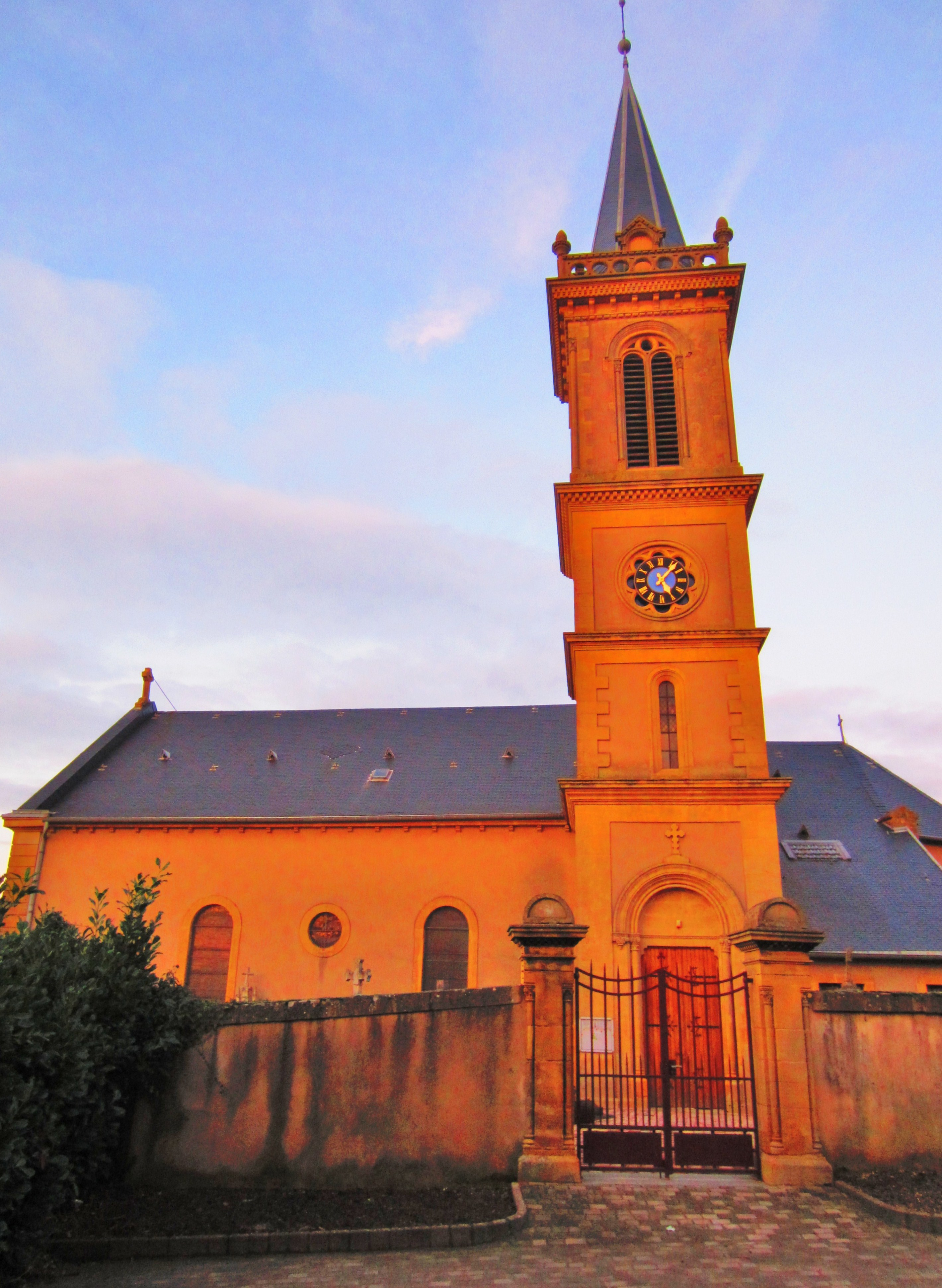
Église Saint-Laurent d'Argancy.
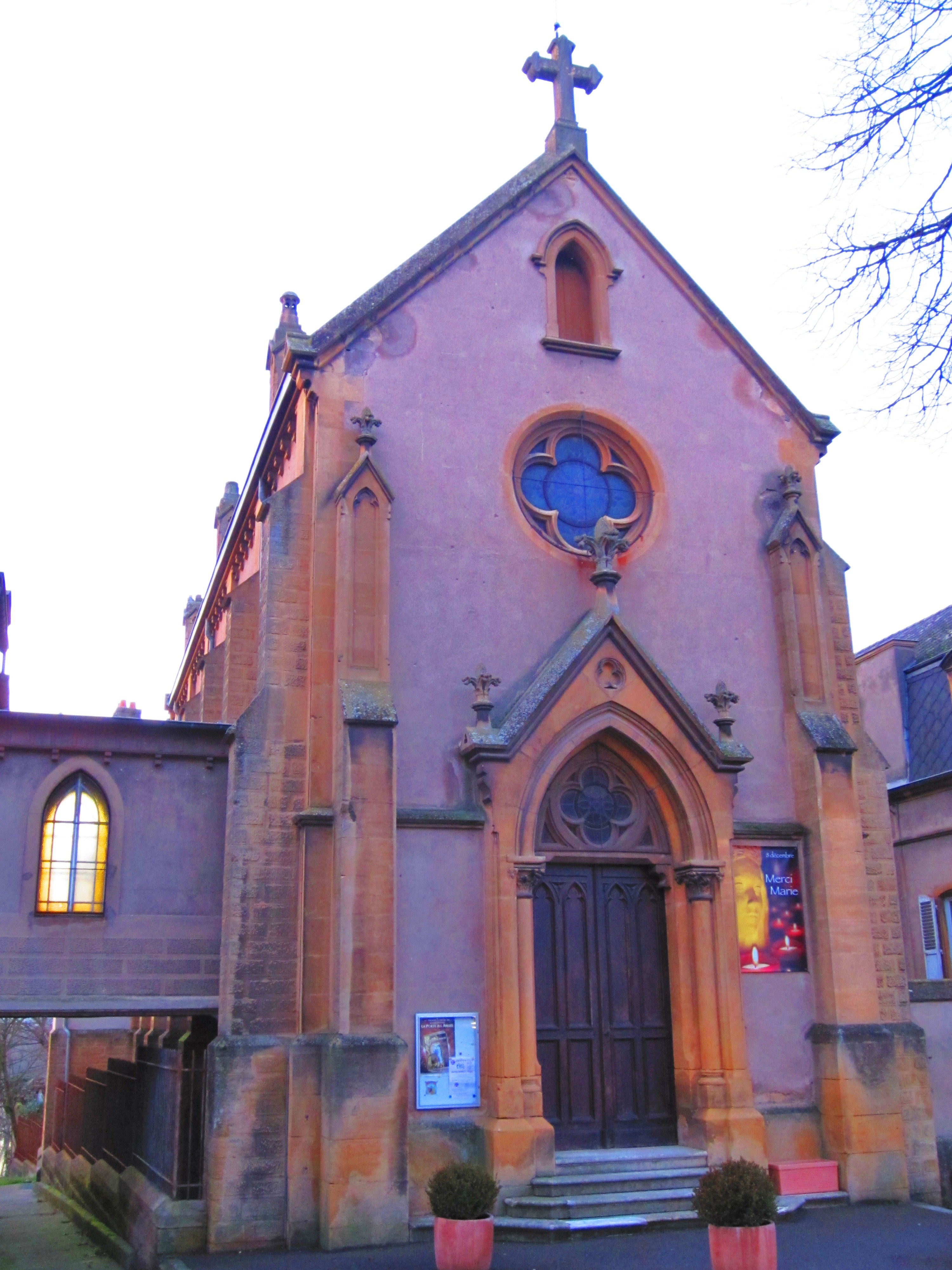
Chapelle néo-gothique d’Argancy.
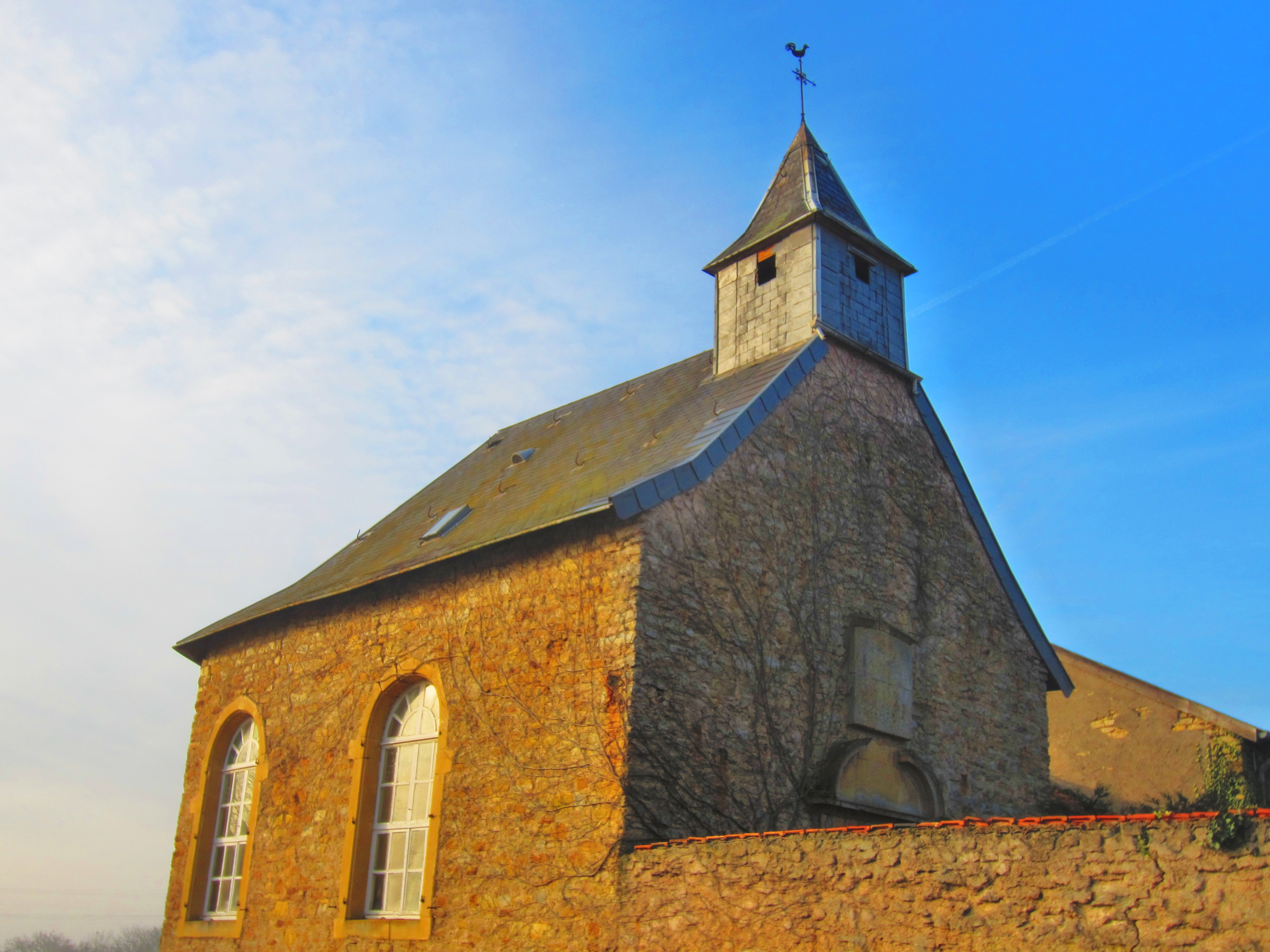
Chapelle castrale de Rugy.

#### Argancy
- église Saint-Laurent, 1748 (1779 (?) ; clocher, 1860 ;
- couvent Anne-de-Méjanès, la congrégation des sœurs de l'Enfance de Jésus et de Marie, dénomination à laquelle Gaspard-André Jauffret, évêque de Metz a fait ajouter le nom de Sainte-Chrétienne, a été fondée le 20 avril 1817 à Argancy par Mme de Méjanès, née Anne Victoire Tailleur à Distroffen 1763.
- chapelle néo-gothique d’Argancy, ancienne chapelle du couvent des sœurs de Saint-Chrétienne, bénie le 20 avril 1898 par l'abbé Karst vicaire général du diocèse de Metz, en présence de l'archiprêtre de Vigy, l'abbé Gazin, de l'abbé Gillet, enfant d’Argancy et archiprêtre de Réchicourt, qui adressa un beau sermon de circonstance, et de M. Mangin, curé de la paroisse d’Argancy.
- croix Trionphila, 1803 ;
- croix, inscriptions « Notre unique espérance salut, honneur, louange, amour. À Jésus crucifié, 1875. » ;
- maison d’école, érigée en 1865 par les soins de Nicolas de Florenne, maire, Jean Marchal, adjoint, Alexis Varin, architecte à Metz et Paul Pelte, entrepreneur à Nouilly.

#### Olgy
- calvaire, y sont sculptés les instruments de la Crucifixion : marteau, lance, tenaille, clous.

#### Rugy
- petit manoir des XVIe - XVIIe ; après avoir appartenu aux barons d'Elz, héritiers des Heu, la propriété fut achetée par les Petitjean et fut transmise, par mariage en 1675, aux Goullet ;
- chapelle castrale construite en 1666 en l’honneur de la Nativité de la Vierge ;
- ancien moulin dont les familles Bernard sont les propriétaires depuis cinq générations, linteau de la porte du moulin de 1748 ;
- calvaire accolé à une façade, place des Vignerons ;
- calvaire à la sortie du village, avec l'inscription « O crux ave/du haut de votre croix/o-bien-aimé-sainteté (1848) » ;
- linteau de porte d’une des plus anciennes maisons, 1726 ;
- casemates en enfilade à la sortie de Rugy en direction de Chailly-lès-Ennery et à côté du rond-point de la D1 en haut de Rugy.

### Personnalités liées à la commune
- Famille Goullet de Rugy, seigneurs de Rugy au XVIIe siècle.

### Héraldique
L'épée et les cailloux sur fond de gueules sont les armes du chapitre de la cathédrale de Metz qui possédait la seigneurie. Le mur sortant de l'eau évoque le fameux barrage sur la Moselle.

## Pour approfondir